# 李涵雄
李涵雄，香港城市大学系统工程及工程管理系教授、中南大学教授，主要从事智能制造方面等方面的研究工作。入选中华人民共和国教育部第七批"长江学者"特聘教授、中国国家“千人计划”专家。